# Actinotus suffocata
Actinotus suffocata är en växtart i släktet Actinotus och familjen flockblommiga växter. Den beskrevs först av Joseph Dalton Hooker, och fick sitt nu gällande namn av Leonard Rodway 1894.
Arten är en perenn ört som är endemisk på Tasmanien.